# Live at the Garden (álbum de James Brown)
Live at the Garden é um álbum ao vivo de 1967 do músico americano James Brown and The Famous Flames. Foi gravado em 14 de janeiro de 1967 durante uma agenda de dez dias no Latin Casino em Cherry Hill, Nova Jersey - o primeiro de Brown em um nightclub. Como a maioria dos álbuns ao vivo de Brown, overdub foi adicionado à gravação original para dar a impressão de plateia. Foi incluída uma nova canção,  "Let Yourself Go"; aparece no álbum disfarçada de gravação ao vivo. Embora Live at the Garden tenha atingido o número 41 na parada Billboard albums, o disco foi ofuscado pelo álbum ao vivo seguinte, Live at the Apollo, Volume II, gravado mais tarde no mesmo ano e lançado em 1968.
Em 2009 Hip-O Select lançou uma versão expandida com 2 CDs de Live at the Garden. Além do conteúdo original do LP, foram adicionadas faixas ao vivo da agenda dentro do Latin Casino, juntamente com "Let Yourself Go". Devido a saída do membro dos Flames, Lloyd Stallworth, durante  1966, os integrantes do The Famous Flames neste álbum de 1967 consistia de Bobby Byrd , Bobby Bennett e o próprio Brown. Em 1968, após este álbum ao vivo ter sido gravado (e após o lançamento do LP duplo Live at The Apollo, Volume 2), Byrd e Bennett também deixariam o grupo e os The Famous Flames foram oficialmente desfeitos, com Brown seguindo sua carreira solo.

## Faixas

### LP Original
| Lado um |                    |         |  |
| N.º     | Título             | Duração |  |
| 1.      | "Out of Sight"     | 1:14    |  |
| 2.      | "Bring It Up"      | 4:01    |  |
| 3.      | "Try Me"           | 2:19    |  |
| 4.      | "Let Yourself Go"  | 3:47    |  |
| 5.      | "Hip Bag '67"      | 5:41    |  |
| 6.      | "Prisoner of Love" | 4:59    |  |

| Lado dois |                                |         |  |
| N.º       | Título                         | Duração |  |
| 1.        | "It May Be the Last Time"      | 4:50    |  |
| 2.        | "I Got You (I Feel Good)"      | 2:27    |  |
| 3.        | "Ain't That a Groove - Part 1" | 6:03    |  |
| 4.        | "Ain't That a Groove - Part 2" | 1:10    |  |
| 5.        | "Please, Please, Please"       | 2:45    |  |
| 6.        | "Bring It Up (Finale)"         | 1:25    |  |

### 2009 Expanded Edition
| Disco um |                                   |         |  |
| N.º      | Título                            | Duração |  |
| 1.       | "Out of Sight"                    | 1:14    |  |
| 2.       | "Bring It Up"                     | 4:01    |  |
| 3.       | "Try Me"                          | 2:19    |  |
| 4.       | "Let Yourself Go"                 | 3:47    |  |
| 5.       | "Hip Bag '67"                     | 5:41    |  |
| 6.       | "Prisoner of Love"                | 4:59    |  |
| 7.       | "It May Be the Last Time"         | 4:50    |  |
| 8.       | "I Got You (I Feel Good)"         | 2:27    |  |
| 9.       | "Ain't That a Groove - Part 1"    | 6:03    |  |
| 10.      | "Ain't That a Groove - Part 2"    | 1:10    |  |
| 11.      | "Please, Please, Please"          | 2:45    |  |
| 12.      | "Bring It Up (Finale)"            | 1:25    |  |
| 13.      | "Introduction - Vonsheliah"       | 0:35    |  |
| 14.      | "The King"                        | 1:55    |  |
| 15.      | "Wade in the Water"               | 5:42    |  |
| 16.      | "Devil's Den"                     | 3:07    |  |
| 17.      | "Medley: Headache/Get Loose/Jabo" | 5:45    |  |
| 18.      | "Night Train"                     | 11:15   |  |

| Disco dois |                                               |         |  |
| N.º        | Título                                        | Duração |  |
| 1.         | "Introduction/Out of Sight"                   | 1:18    |  |
| 2.         | "Bring It Up"                                 | 4:35    |  |
| 3.         | "Try Me"                                      | 2:37    |  |
| 4.         | "Come Rain or Come Shine"                     | 3:02    |  |
| 5.         | "Papa's Got a Brand New Bag"                  | 9:27    |  |
| 6.         | "Prisoner of Love"                            | 5:15    |  |
| 7.         | "Maybe the Last Time"                         | 4:44    |  |
| 8.         | "I Got You (I Feel Good)"                     | 2:23    |  |
| 9.         | "James Brown Thank You"                       | 3:09    |  |
| 10.        | "It's a Man's Man's Man's World"              | 7:16    |  |
| 11.        | "Ain't That a Groove"                         | 8:34    |  |
| 12.        | "Please, Please, Please"                      | 2:46    |  |
| 13.        | "Bring It Up (Finale)"                        | 1:39    |  |
| 14.        | "Let Yourself Go (Instrumental Jam)"          | 4:11    |  |
| 15.        | "Let Yourself Go (False Start)"               | 1:24    |  |
| 16.        | "Let Yourself Go (Extended Released Version)" | 4:00    |  |